# Герцоги Брауншвейг-Люнебурга
Герцоги Брауншвейг-Люнебурга — правители герцогства Брауншвейг-Люнебург существовавшего в составе Священной Римской империи с 1235 года. Центром герцогства был город Брауншвейг. После угасания местной династии в качестве наследства матери его в XII веке унаследовал представитель династии Вельфов — герцог Саксонии и Баварии Генрих Лев (1129/1230 — 6 августа 1195). Он укрепил Брауншвейг и сделал его столицей своих владений. После конфискации в 1181 году владений Генриха Льва он сохранил небольшую часть земель вокруг Брауншвейшга, а также Люнебурга и Ганновера, которые Вельфы унаследовали в 1106 году после угасания династии Биллунгов.
В 1235 году император Священной Римской империи признал за внуком Генриха Льва, Оттоном I Дитя, последним представителем династии Вельфов по мужской линии, титул герцога Брауншвейгского. Точно неизвестно, каким образом произошло это утверждение, но, судя по источникам, в этот период владения Оттона считались прямым имперским леном.
В дальнейшем герцогство неоднократно дробилось для управления разными представителями Брауншвейгского дома.

## Графы Брауншвейга
Бруноны
- ?—1010/1011: Бруно I (ок. 975/985 — ок. 1010/1011), граф в Дерлингау и Нордтюринггау, граф Брауншвега[1].
- 1010/1011—1038: Людольф (ок. 1003/1005 — 1038), граф в Дерлингау и Гуддинггау, граф Брауншвейга, маркграф Фрисландии с 1028, сын предыдущего[1].
- 1038 — после 1052/1057: Бруно II (ок. 1024 — 26 июля 1057), граф Брауншвейга, сын предыдущего[1].
- после 1052/1057 — 1068: Экберт I (ок. 1025 — 1068), граф Брауншвейга, маркграф Мейсена с 1067, брат предыдущего[1].
- 1068 — 1090: Экберт II (ум. 1090), граф Брауншвейга и маркграф Мейсена с 1068, сын предыдущего[1].
- 1090 — 1117: Гертруда (ок. 1065 — 9 декабря 1117), графиня Брауншвейга с 1090, сестра предыдущего[1]. 
  - 1090 — 1101: Генрих Толстый (ок. 1055 — до 10 апреля 1101), граф Нортхайма с 1083, маркграф Фрисландии с 1101, 2-й муж Гертруды[1].
  - 1101/1102 — 1103: Генрих I (ок. 1070 — 1103), граф Айленбурга, маркграф Нижнелужицкий с 1081, маркграф Мейсена с 1089, 3-й муж Гертруды[1].

Нортхеймская династия
- 1117 — 1141: Рихенза (1087/1089 — 10 июня 1141), графиня Нортхайма и Брауншвейга, дочь Гертруды и Генриха Нордхаймского[1].
  - 1117 — 1139: Лотарь Супплинбургский (до 9 июня 1075 — 4 декабря 1137), герцог Саксонии с 1106, король Германии (римский король) с 1125, император Священной Римской империи с 1133, муж Рихезы[1].

Брауншвейг вошёл в состав герцогства Саксония.

## Правители Брауншвега и Люнебурга
На рейхстаге 1181 года Генрих Лев был лишён императором Фридрихом I Барбароссой большей части своих владений. За ним осталось только область вокруг Брауншвейга.
Вельфы
- 1181—1195: Генрих Лев (1132/1133 — 1195), герцог Саксонии (Генрих III) 1142—1180, герцог Баварии (Генрих XII) 1156—1180, правитель Брауншвейга[1].
- 1195—1227: Генрих Старший (ок. 1173/1174 — 1227), пфальцграф Рейнский 1195—1212, герцог Брауншвейга и Люнебурга 1213, сын предыдущего[1].
- 1195—1218: Оттон (ок. 1176/1177 — 1218), граф Пуатье 1196—1198, король Германии с 9 июня 1208, император Священной Римской империи (Оттон IV) с 4 октября 1209, брат предыдущего[1].
- 1202—1213: Вильгельм Толстый (1184 — 1213), герцог Люнебурга с 1202, брат предыдущего[1].
- 1213—1235: Оттон I Дитя (1204 — 1252), герцог Люнебурга с 1213, граф Брауншвейга с 1227, герцог Брауншвейг-Люнебурга с 1235, сын предыдущего[1].

В 1235 году Оттон Дитя получил статус имперского князя.

## Герцоги Брауншвега и Люнебурга
Вельфы, Брауншвейгский дом

Брауншвейг-Люнебург в 1235 году

- 1235—1252: Оттон I Дитя (1204 — 1252), герцог Люнебурга с 1213, граф Брауншвейга с 1227, герцог Брауншвейг-Люнебурга с 1235[1].
- 1252—1279: Альбрехт I Великий (1236 — 1279), герцог Брауншвейг-Люнебурга 1252—1277, герцог Брауншвейг-Люнебурга в Брауншвейге с 1267, сын предыдущего[1].
- 1252—1267: Иоганн I (ок. 1242 — 1277), герцог Брауншвейг-Люнебурга с 1252, герцог Брауншвейг-Люнебурга в Люнебурге с 1267, брат предыдущего[1].

В 1267 году по Кведлинбургскому договору был произведён раздел герцогства на 2 части между Альбрехтом I и Иоганном I.

### Герцоги Брауншвейг-Люнебурга
Согласно Кведлинбургскому договору, потомки Иоганна I были герцогами и князьями Люнебурга
Старший Люнебургский дом
- 1267—1277: Иоганн I (ок. 1242 — 1277), герцог Брауншвейг-Люнебурга с 1252, герцог Брауншвейг-Люнебурга в Люнебурге с 1267[1].
- 1277—1330: Оттон II Сильный (ум. 1330), герцог Брауншвейг-Люнебурга с 1277, сын предыдущего[1].
- 1330—1352: Оттон III (1296 — 1352), герцог Брауншвейг-Люнебурга с 1330, сын предыдущего[1].
- 1352—1369: Вильгельм II (ум. 1369), герцог Брауншвейг-Люнебурга с 1352, брат предыдущего[1].

В 1369 году присоединено к Брауншвейг-Вольфенбюттелю.

### Герцоги Брауншвейг-Люнебурга и Брауншвейг-Вольфенбюттеля
- 1369—1373: Магнус II, сын Магнуса I
- 1373—1434: Бернхард I, сын Магнуса II
- 1434—1441: Фридрих II, сын Бернхарда I
- 1434—1446: Оттон IV, сын Бернхарда I
- 1446—1458: Фридрих II, сын Бернхарда I
- 1458—1464: Бернхард II, сын Фридриха II
- 1464—1471: Оттон V, сын Фридриха II
- 1486—1520: Генрих I, сын Оттона V
- 1520—1527: Оттон VI, сын Генриха I
- 1522—1539: Франц, сын Генриха I
- 1520—1546: Эрнст I, сын Генриха
- 1555—1559: Франц Отто, сын Эрнста I
- 1559—1592: Вильгельм, сын Эрнста I
- 1592—1611: Эрнст II, сын Вильгельма
- 1611—1633: Кристиан, сын Вильгельма
- 1633—1636: Август, сын Вильгельма
- 1636—1648: Фридрих, сын Вильгельма
- 1648—1665: Кристиан Людвиг, сын Георга, герцога Брауншвейг-Люнебурга, князя Каленберга
- 1665—1705: Георг Вильгельм, сын Георга, герцога Брауншвейг-Люнебурга, князя Каленберга
- 1705—1708 Георг II, он же курфюрст Ганновера Георг I, сын Эрнста Августа, герцога Брауншвейг-Люнебурга, князя Каленберга
- С 1692 года курфюршество Ганновер

### Герцоги Брауншвейг-Люнебурга, владетели Харбурга
- Оттон I (1527—1549), сын Генриха I, герцога Брауншвейг-Люнебурга, князя Люнебурга
- Оттон II (1549—1603), сын Отто I
- Вильгельм Август (1603—1642), сын Отто II

В 1642 году Харбург был воссоединён с Брауншвейг-Люнебургом

### Герцоги Брауншвейг-Люнебурга, князья Каленберга
Каленберг отделён от Вольфенбютеля в 1432 году
- Вильгельма (1432—1473), сын Генриха
- Вильгельм IV (1473—1491), сын Вильгельма
- Генрих IV (1491—1494), сын Вильгельма IV
- Эрих I (1491—1540), сын Вильгельма IV
- Эрих II (1540—1584), сын Эриха I
- Юлиус (1584—1589), сын Генриха V
- Генрих Юлиус (1589—1613), сын Юлиуса
- Фридрих Ульрих (1613—1634), сын Генриха-Юлиуса
- Георг (1634—1641), сын Вильгельма, герцога Брауншвейг-Люнебурга, князя Люнебурга
- Христиан-Людвиг (1641—1648), сын Георга
- Георг-Вильгельм (1648—1665), сын Георга
- Иоганн-Фридрих (1665—1679), сын Георга
- Эрнст-Август (1679—1698), сын Георга

### Герцоги Брауншвейг-Люнебурга, князья Брауншвейг-Вольфенбюттеля
Княжество Вольфенбюттель было выделено из Герцогства Брауншвейг-Люнебург в 1269 году
- Альбрехт I (1269—1277), сын Оттона I
- Альбрехт II (1279—1318), сын Альбрехта I
- Отто (1318—1344), сын Альбрехта II
- Магнус I (1344—1369), сын Альбрехта II
- Магнус II (1369—1373), сын Магнуса I
- Фридрих I (1373—1400), сын Магнуса II
- Генрих I (1400—1409), сын Магнуса II
- Бернхард I (1400—1428), сын Магнуса II
- Вильгельм I (1428—1482), сын Генриха
- Генрих II (1428—1473), сын Генриха
- Вильгельм IV (1482—1491), сын Вильгельма
- Эрих I (1491—1494), сын Вильгельма IV
- Генрих IV (1491—1514), сын Вильгельма IV
- Генрих V (1514—1568), сын Генриха IV
- Юлиус (1568—1589), сын Генриха V
- Генрих Юлиус (1589—1613), сын Юлиуса
- Фридрих Ульрих (1613—1634), сын Генриха Юлиуса
- Август Младший (1634—1666), сын Генриха Брауншвейг-Люнебургского, князя Люнебурга
- Рудольф Август (1666—1704), сын Августа
- Антон Ульрих (1704—1714), сын Августа
- Август Вильгельм (1714—1731), сын Антона Ульриха
- Людвиг Рудольф (1731—1735), сын Антона Ульриха
- Фердинанд Альбрехт II (1735), сын Фердинанда Альбрехта I Брауншвейг-Люнебургского, князя Беверна
- Карл I (1735—1780), сын Фердинанда Альбрехта II
- Карл Вильгельм Фердинанд (1780—1806), сын Карла I
- Фридрих Вильгельм (1806—1813), сын Карла Вильгельма-Фердинанда

### Герцоги Брауншвейг-Люнебурга, князья Беверна
- Фердинанд-Альберт I (1666—1687), сын Августа, герцога Брауншвейг-Люнебурга, князя Брауншвейг-Вольфенбюттеля
- Фердинанд-Альберт II (1687—1735), сын Фердинанда-Альберта I
- Эрнст-Фердинанд (1735—1746), сын Фердинанда-Альберта I
- Август-Вильгельм (1746—1781), сын Эрста-Фердинанда
- Фридрих-Карл-Фердинанд (1781—1809), сын Эрнста-Фердинанда, далее герцоги Брауншвейг-Люнебургского князья Брауншвейг-Вольфенбютельские

### Герцоги Брауншвейг-Люнебурга, князья Грубенхагена
- Филипп I (1485—1551), сын Альберта II
- Эрнст III (1551—1567), сын Филиппа I
- Вольфганг (1567—1595), сын Филиппа I
- Филипп II (1595—1596), сын Филиппа I
- Генрих Юлиус (1596—1613), сын Юлиуса герцога Брауншвейг-Люнебурга, князя Брауншвейг-Вольвенбюттеля
- Фридрих Ульрих (1613—1617), сын Генриха-Юлиуса
- Христиан (1617), сын Вильгельма, Герцога Брауншвейг-Люнебурга, князя Люнебурга

В 1617 году Грубенхаген был присоединён к Люнебургу.

### Герцоги Брауншвейг-Люнебурга, князья Гёттингена
Княжество Гёттинген выделено из Княжества Вольфенбюттель в 1286 году.
- Альберт II (1286—1318), сын Альберта I
- Отто (1318—1344), Альберта II
- Эрнст I (1344—1367), сын Альберта II
- Оттон I (1367—1394), сын Эрнста I
- Оттон II (1394—1463), сын Оттона I
- Вильгельма I (1450—1473), сын Генриха герцога Брауншвейг-Люнебурга, князя Люнебурга
- Вильгельм II (1473—1495), сын Вильгельма I
- Эрих I (1495), сын Вильгельма II

В 1495 году Гёттинген был присоединён к Каленбергу.